# Elecciones federales de México de 1967
El domingo 2 de julio de 1967 se celebraron en México las Elecciones legislativas de 1967 y en ellas fueron elegidos a nivel federal:
- 210 Diputados. Miembros de la Cámara baja del Congreso de la Unión, electos por una lista nacional de votos en 7 circunscripciones en las que divide en el país y que comenzó el 1 de septiembre de 1967; 32 Diputados elegidos por vía plurinominal.

## Resultados Electorales[1]
| Partido | Partido                                     | Diputados |
| ------- | ------------------------------------------- | --------- |
|         | Partido Revolucionario Institucional        | 174       |
|         | Partido Acción Nacional                     | 20        |
|         | Partido Popular Socialista                  | 10        |
|         | Partido Auténtico de la Revolución Mexicana | 6         |